# Tropizodium molokai
Tropizodium molokai là một loài nhện trong họ Zodariidae.
Loài này thuộc chi Tropizodium. Tropizodium molokai được Rudy Jocqué & Churchill miêu tả năm 2005.